# Anne-Sophie Lunding-Sørensen
Anne-Sophie Lunding-Sørensen, født 1969 er en dansk forfatter. Hun er uddannet cand.mag. i film- og medievidenskab fra Københavns Universitet og har tidligere arbejdet som lektor, redaktionschef og som informationsmedarbejder for Mellemfolkeligt Samvirke i Nepal.
Hun debuterede i 2010 med romanen Lette rejsende, der handler om en dansk kvinde, der arbejder som fotograf i Nepal, men i forbindelse med sin mormors død rejser hun hjem til Danmark. Hjemkomsten aktiverer erindringerne om en barndom, hvor hun flyttede rundt med sin enlige mor, der ikke magtede forældreopgaven, og hun opdager nye ting om sin baggrund.